# August Wenzel (Fußballfunktionär)
August Wenzel (* 11. Februar 1912 in Aschaffenburg; † 6. Januar 2000 in Einbeck) war ein deutscher Fußballfunktionär.

## Funktionärstätigkeiten
Im Jahr 1948 wurde August Wenzel Vorstandsmitglied des Vereins SV Einbeck 05 und übernahm 1954 das Amt des Vorsitzenden. Von 1949 bis 1974 war er Vorsitzender des Kreissportbundes Einbeck, von 1950 bis 1974 Vorsitzender des Fußball-Kreisverbandes, ab 1952 Vorstand des Landessportbundes Niedersachsen und gehört ab 1964 dem Vorstand des Niedersächsischen Fußballverbandes an, dessen Vorsitzender er im Januar 1969 wurde. Ab 1965 gehörte er dem DFB-Beirat an und 1975 übernahm er die Präsidentschaft des Norddeutschen Fußballverbandes. Im Jahr 1977 wurde August Wenzel in das Präsidium des DFB berufen, dem er bis 1989 angehörte.
Aktiv spielte Wenzel Fußball für Viktoria Aschaffenburg.

## Auszeichnungen
August Wenzel erhielt im Jahr 1982 das Große Verdienstkreuz des Verdienstordens der Bundesrepublik Deutschland und 1996 die Niedersächsische Landesmedaille. Ferner erhielt er die Goldene Ehrennadel des DFB und die Goldene Ehrennadel mit Brillanten des NFV.
In Barsinghausen ist das August-Wenzel-Stadion nach ihm benannt.

## Trivia
Wenzel beteiligte sich 1957 an der Gründung einer Altenheimstiftung durch die acht Seniorenheime errichtet wurden. Der gelernte Lebensmittelkaufmann gründete in Einbeck auch eine Handelsfirma für Metalle und Werkzeuge.